# Tramwaje w Guayaquil
Tramwaje w Guayaquil − zlikwidowany system komunikacji tramwajowej w ekwadorskim mieście Guayaquil.

## Historia

### 1873−1916
Pierwszą linię tramwaju konnego otwarto 20 lipca 1873 na trasie z Plaza Rocafuerte do Estero Salado. Linię tramwajową wąskotorową (762 mm) zbudowała spółka  John Stephenson Co. z Nowego Jorku. Operatorem tramwajów była spółka Empresa del Salado. W 1882 wybudowano linię do cmentarza. 20 listopada 1883 powstała spółka Empresa de Carros Urbanos (ECU), która przejęła sieć tramwajową i zakupiła nowe tramwaje z firmy John Stephenson Co.. 5 listopada 1884 ECU uruchomiła pierwszą normalnotorową linię tramwajową wzdłuż Malecón do Plaza Colón i z powrotem wzdłuż Calle Rocafuerte. W 1887 otwarto linię tramwajową wzdłuż Chimborazo do Hipódromo w 1887 i wybudowano zajezdnię tramwajową przy Calle Noguchi. 1 kwietnia 1888 spółka Ferrocarril de Aduana de Guayaquil wybudowała linię tramwaju parowego wzdłuż nabrzeża na trasie od Aduana do Calderón wzdłuż Malecón. W 1900 spółka obsługiwała 17 linii tramwajowych. W 1909 ECU zakupiło 16 lokomotyw parowych:
- 12 z HK Porter w Pittsburgh
- 4 z Orenstein & Koppel w Berlinie

Parowozy zastąpiły tramwaje konne na głównych liniach. W 1904 została założona spółka Empresa de Luz y Fuerza Eléctrica (ELFE), która miała przeprowadzić elektryfikację sieci tramwajowej. W 1906 ELFE uzyskało zgodę na eksploatację tramwajów elektrycznych i zakupiło 10 tramwajów z Ateliers Métallurgiques w Nivelles w Belgii. Tramwaje elektryczne uruchomiono 15 stycznia 1910. Pierwsza linia tramwajowa prowadziła wzdłuż Calles Chile i Eloy Alfaro. 12 lutego otwarto kolejną linię tramwaju elektrycznego wzdłuż Rocafuerte do Plaza Colón i z powrotem wzdłuż Malecón. Trzecią linię tramwajową otwarto 30 kwietnia, która prowadziła wzdłuż Calles Sucre i Colón do Ejército i z powrotem przez Vélez. W 1916 ELFE zamówiło 6 tramwajów z firmy JG Brill Co. z Filadelfii. Tramwaje te ponumerowano od nr 11 do 16. 

### Po 1920
W 1920 tramwaje były niemal na każdej ulicy w mieście. W Guayaquil wówczas działały tramwaje parowe, konne i elektryczne, które kursowały po torach o szerokości 762 mm i 1435 mm. Na Malecón nad rzeką Guayas obok siebie kursowały piętrowe tramwaje konne, tramwaje elektryczne i parowe. W 1922 w mieście pojawiły się pierwsze autobusy i spółka Empresa de Carros Urbanos, która obsługiwała tramwaje konne zaczęła powoli likwidować linie. Tramwaje konne i parowe zlikwidowano w latach 30. XX w. W 1925 ELFE została przejęta przez Electric Bond & Share Co.. Nowa nazwa operatora tramwajów elektrycznych to Compañía de Tranvías de Guayaquil. Według McGraw Electric Railway Directory w 1927 eksploatowano 18 wagonów silnikowych i 10 wagonów doczepnych na 13 km tras. W 1929 zamknięto linię tramwajową Malecón−Rocafuerte i zakupiono 12 tramwajów Birney z Trenton w Stanach Zjednoczonych. W 1933 według  World Survey of Foreign Railways of 1933 w mieście eksploatowano 18 km tras po których kursowało 24 wagony tramwajowe i 5 wagonów towarowych. Z kolei według Industrial Reference Service z 1946 w mieście są dwie linie tramwajowe kursujące po trasach o długości 14,7 km. Tramwaje elektryczne zlikwidowano w 1950. 
W 2007 Banco Central del Ecuador sponsorował budowę na półwyspie na rzece Guayas pomiędzy lotniskiem a Durán parku historycznego w którym odtwarzane jest miasto sprzed 100 lat. W parku otwarto także linię tramwaju konnego. 